# Onthophagus katualensis
Onthophagus katualensis är en skalbaggsart som beskrevs av Max Quedenfeldt 1888. Onthophagus katualensis ingår i släktet Onthophagus och familjen bladhorningar. Inga underarter finns listade i Catalogue of Life.